# Leptopoecile elegans
La silvicincia crestata (Leptopoecile elegans Przewalski, 1887) è un uccello passeriforme della famiglia Aegithalidae.

## Descrizione

### Dimensioni
Misura 10 cm di lunghezza, per 8 g di peso.

### Aspetto
Si tratta di uccelli dall'aspetto robusto e massiccio, con grossa testa appiattita che sembra incassata direttamente nel torso, corto becco sottile e conico, ali allungate e coda dall'estremità squadrata.
Il piumaggio presenta dicromatismo sessuale. Nei maschi fronte, vertice, nuca e sopracciglio sono di color grigio argenteo, mentre dorso, guance e lati del collo sono bruno-rossicci, gola e petto sono rosati, fianchi e ventre sono di colore rosso vinaccia ed ali e coda sono brune (le prime con remiganti più scure e tendenti al nerastro, la seconda con base azzurra): la groppa  e il codione sono di colore azzurro.

Nella femmina gola e petto sono bianchi, mentre il resto della livrea è simile a quella del maschio, anche se con toni meno accesi e maggiore tendenza al grigiastro.
In ambedue i sessi becco e zampe sono di colore nerastro, mentre gli occhi sono di colore bruno scuro.

## Biologia
Si tratta di uccelletti diurni e vivaci, che vivono in coppie o in gruppetti familiari e passano la maggior parte del proprio tempo fra i rami di alberi e cespugli alla ricerca di cibo, tenendosi i ncontatto mediante richiami ronzanti.

### Alimentazione
Si tratta di uccelli insettivori, che si nutrono principalmente di piccoli insetti ed artropodi rinvenuti cercando fra le foglie e i rametti, in maniera molto simile a quella dei regoli.

### Riproduzione
Si tratta di uccelli monogami, la cui riproduzione è stata tuttavia poco studiata sinora: una singola osservazione riferisce di un nido a sacca costruito da ambedue i genitori su una conifera, a circa 15 m d'altezza. Molto verosimilmente, l'evento riproduttivo della silvicincia crestata non differisce di molto da quanto osservabile nella congenere e affine silvicincia dai sopraccigli.

## Distribuzione e habitat
La silvicincia crestata è diffusa in Cina centrale, dove è presente nel sud-ovest della Mongolia Interna, nel Ningxia, nei monti Qilian (confine fra Qinghai e Gansu), nel Qinghai centrale e orientale e nel Sichuan occidentale e centrale: la si trova anche nel Tibet meridionale e sud-orientale. Inoltre, gli avvistamenti nell'area della linea McMahon farebbero pensare che questi uccelli siano diffusi anche nel nor-ovest dell'Arunachal Pradesh.
L'habitat di questi uccelli è rappresentato dalle pinete a prevalenza di peccio.

## Tassonomia
Se ne riconoscono due sottospecie:
- Leptopoecile elegans elegans Przewalski, 1887 - la sottospecie nominale, diffusa in gran parte dell'areale occupato dalla specie;
- Leptopoecile elegans meissneri Schäfer, 1937 - diffusa nella porzione meridionale dell'areale occupato dalla specie (Tibet-Sichuan-India nord-orientale);